# Thomisus spiculosus
Thomisus spiculosus är en spindelart som beskrevs av Pocock 1901. Thomisus spiculosus ingår i släktet Thomisus och familjen krabbspindlar. Inga underarter finns listade i Catalogue of Life.